# NGC 2909
NGC 2909 is een hemelobject van twee sterren in het sterrenbeeld Grote Beer. Het hemelobject werd op 12 maart 1828 ontdekt door de Britse astronoom John Herschel.